# Ufert Schultz
Ufert Schultz (Amsterdam, 1871 - [...?]), va ser un compositor holandès. Desenvolupà durant molts anys la càtedra de teoria i piano en el Conservatori de la seva ciutat natal. Va escriure principalment música per a piano i lieder en l'estil de Schumann i Grieg. Entre les seves obres són molt interessants les titulades Papillons i Aquarellen.